# Védisme

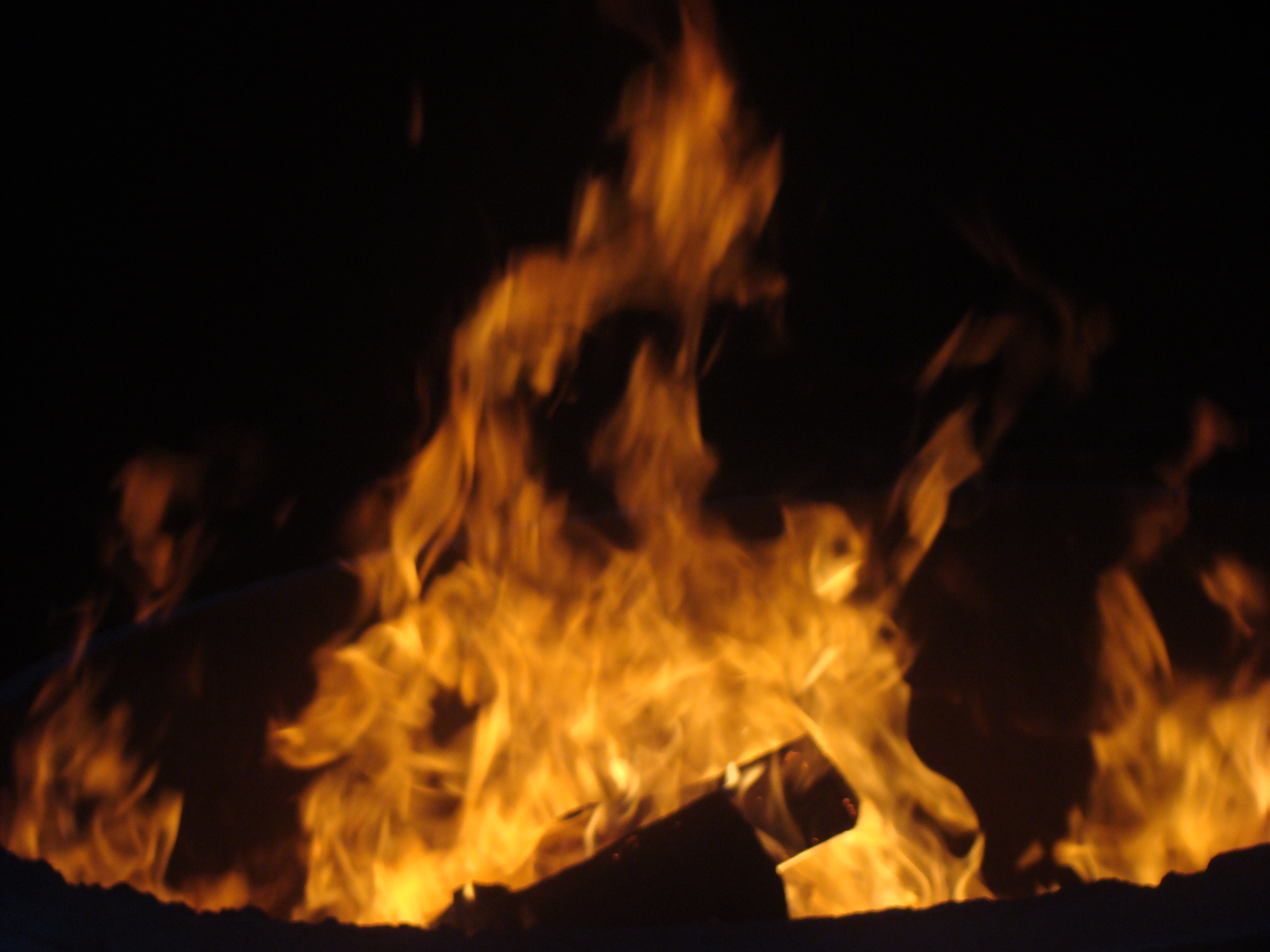
Le feu manifeste Agni, un déva.

Le védisme est une religion apportée en Inde antique par un peuple descendu de la culture d'Andronovo  après la décadence des villes de Mohenjo-daro et de Harappa. Ce peuple arya, organisé en castes complémentaires, assied sa puissance sur la pratique de rites complexes qui intègrent paroles et gestes « magiques ». La parole y exerce toute sa force sous la forme d'« hymnes » transmis oralement de maître à disciple. L'invention de l'écriture permet de créer des recueils de textes dont le principal se nomme Rig-Veda.
Veda signifie simultanément connaissance intuitive des puissances agissantes lumineuses qui régissent l'existence de la société des aryas, et pratique des méthodes aptes à les influencer. Dotées d'un nom qui permet de les évoquer, ces puissances deviennent des devas lumineux. Par l'exercice du rituel védique, les officiants brahmanes renforcent le pouvoir du roi, le raja, et assurent ainsi la prospérité du peuple arya.
Sous l'égide des brahmanes, l'importance du védisme passe peu à peu du ritualisme à la spéculation cosmogonique. Le corpus de textes védiques demeure fondamental, mais il se complète progressivement de commentaires nommés brahmana qui fondent une idéologie nouvelle en Inde ancienne, celle du brahmanisme, qui évolue ensuite vers les diverses formes historiques d'hindouisme, jusqu'à celles de l'hindouisme contemporain. Les Indiens d'aujourd'hui utilisent encore les textes védiques, mais ils l'intègrent dans une culture fort différente du védisme des anciens aryas. Pour bien percevoir ce qu'était réellement le védisme originel, il convient de ne pas mélanger les interprétations hindouistes actuelles du Veda à celles des textes védiques anciens.
Le regard occidental sur le védisme est très récent et date du XIXe siècle seulement. L'anachronisme du védisme ancien et l'éloignement géographique de l'Inde donnent au savant européen un recul énorme. Ce recul pourrait être un gage d'impartialité scientifique qui ne s'est pas toujours vérifiée au cours de l'étude du védisme, depuis deux siècles, en Occident.
L'Unesco a proclamé la « tradition du chant védique » patrimoine culturel immatériel de l'humanité en 2003.

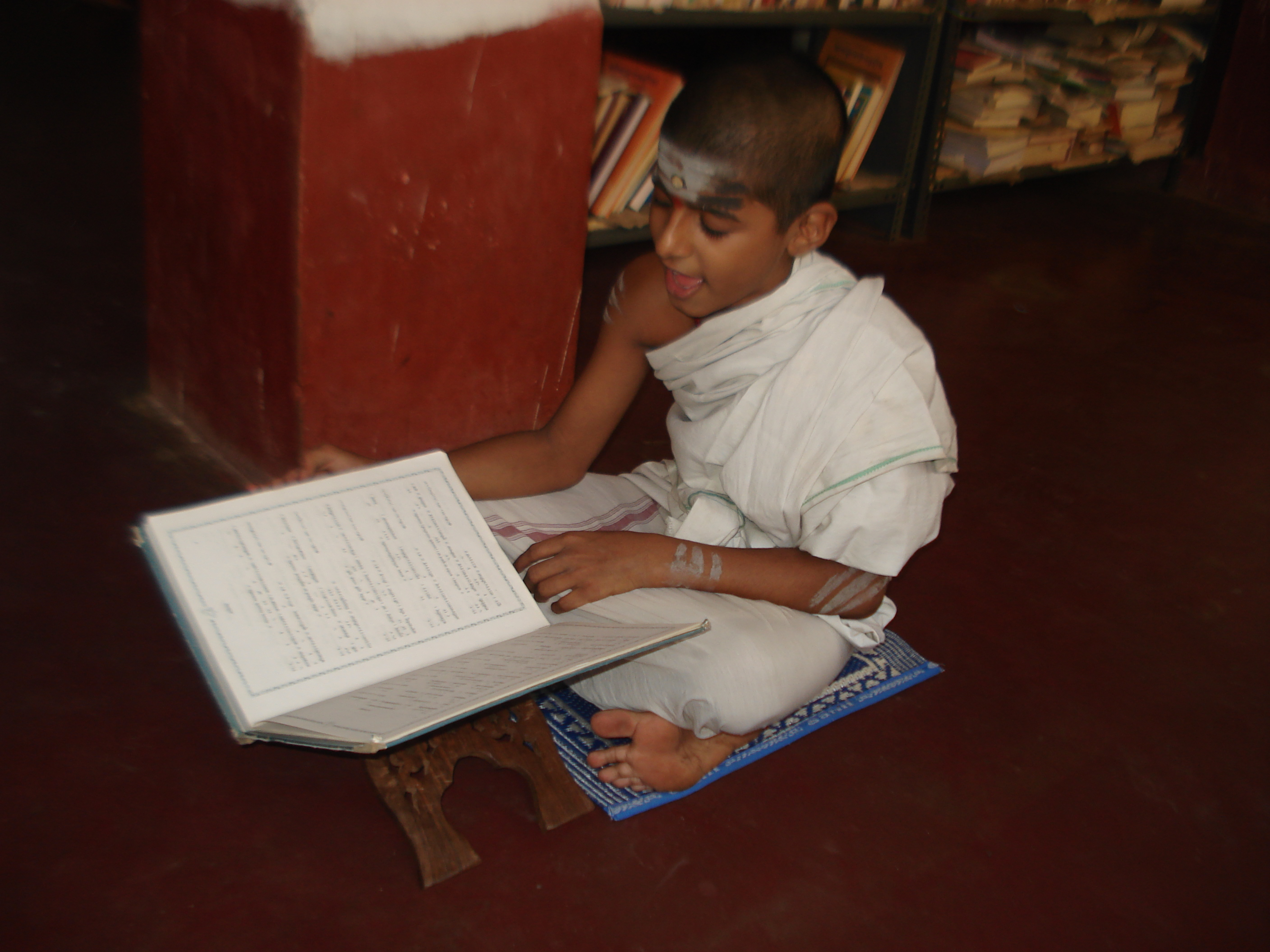
Un shishya (élève ou disciple) en cours d'apprentissage du chant védique dans un pathashala (École védique et d'enseignement du sanskrit) de la région de Kumbakonam (Tamil Nadu), dans le sud de l'Inde.

## Veda
Le वेद Veda est le fondement même du védisme.

### Textes

#### Rigveda-samhita
Le recueil du ऋग्वेद Rig-véda, collationne sous forme d'hymnes toutes les formules que récite l'officiant hotṛ', chargé de verser au feu les oblations et les libations au cours du sacrifice védique, le yajña.

#### Samaveda-samhita
Le recueil du 'सामवेद Sâma-Veda, ou « Veda des mélodies » (sâman), collationne sous forme de chants la plupart des hymnes tirés du Rig-Veda, et permet à l'officiant udgātṛ, le chantre, d'accompagner mélodieusement les rites du sacrifice védique, le yajña.

#### Yajurveda-samhita
Le recueil du यजुर्वेद Yajur-Veda, ou « Veda des formules sacrificielles » (yajus), est utilisé par l'officiant adhvaryu dont le rôle est de manipuler des objets sacrés et de prononcer des dédicaces en prose au cours du sacrifice védique, le yajña.

#### Atharvaveda-samhita
Le recueil du अथर्ववेद' Atharva-Veda, ou « Veda des formules magiques », n'est pas utilisé au cours du sacrifice, le yajña. L'utilisateur de ces textes est un brahmane en fonction de purohita, protecteur du maître de maison.

### Monde védique
Lire les textes védiques demande une bonne connaissance de la langue sanskrite et surtout du sanskrit védique. Aujourd'hui, il est posible, moyennant temps et volonté, de lire cette littérature et y trouver intérêt linguistique ou plaisir esthétique. Pour saisir le sens de ces formules, arrangées en ce qu'il nomme des « hymnes », il convient de se dénuder totalement de l'idéologie contemporaine qui forge une mentalité scientifique, analytique, technologique, pour tenter de percevoir la Weltanschauung de cet Homo vedicus qui vit à l'air libre, entouré de constellations, de plantes et d'animaux, cavalier et bouvier, combattant armé d'arc et de flèches qui parle à son arc et à ses flèches, membre d'une tribu d'aryas très intégrante, dans un monde que, faute de mieux, le savant d'aujourd'hui nomme « magique ».
Un sentiment holistique intense soutient la notion intuitive d'un monde dynamique, en mouvement perpétuel, mais indivis. Les aspects de ce monde ne sont pas conçus comme des parties élémentaires synthétisées en un tout. Ces aspects montrent plutôt des nuances infinies d'un monde très plastique qui amalgame puissances agissantes, phénomènes naturels, états mentaux, et les intègre fortement. Comme un poème de Prévert, ce monde complexe offre une collection d'aspects très variés, un arc, la pluie, une idée, un rite, une vache, un enfant, qui sont les manifestations de puissances agissantes qu'il s'agit d'apprivoiser. Prascanwa invoque ainsi le pouvoir de l'Aurore : « ô brillante Aurore, l'oiseau et le bipède humain et le quadrupède, à ton retour dans le ciel, se lèvent de tous côtés ; tu rayonnes, et ton éclat se communique à l'univers ».
Les métamorphoses de ce monde s'opèrent sans le déchirer, des nœuds, des attaches, et des liens constamment se nouent et se dénouent, et l'homme védique désireux d'influencer son destin coopère au moyen du rituel dont toutes les facettes ne tendent qu'à un but : réaliser le bonheur des siens. En conclusion d'une invocation à Indra, Agastya chante : « que nous connaissions la prospérité, la force, et l'heureuse vieillesse ». Le thème récurrent de tous les chants du Rig-Veda vise toujours à assurer vigueur, victoire, richesse et descendance, en ce monde car il n'en imagine pas d'autres.
Comme la course du soleil, l'évolution du cosmos est rythmée par des cycles sans principe et sans fin. Les puissances agissantes du monde védique apparaissent et disparaissent comme autant de naissances et de morts. Ce grand drame cosmique s'articule autour d'un point focal : le यज्ञ yajña, acte sacral dont la complexité correspond à celle de la conception védique du cosmos. Celui-ci s'harmonise à toutes les variations de cet acte fondamental, le यज्ञ yajña, au cours duquel se joue ce grand opéra sacré qui organise la société et le monde védiques.

### Parole
Les premiers érudits allemands spécialisés dans l'étude des textes védiques interprètent ceux-ci comme l'expression primesautière d'une poésie ingénue. Les premiers érudits français qualifient ces textes de rhétorique bizarre. Ils ne perçoivent pas encore que cette littérature est constituée, fondamentalement, de formules destinées à s'incorporer au rituel védique, et que leurs qualités poétiques ou littéraires, secondaires, restent subordonnées à cette destination liturgique principale.
Des mantras et formules liturgiques, hérités de la tradition orale dans une société convaincue de la puissance inhérente à une parole solennelle, sont prononcés à voix forte par un brahmane au cours des rites fondamentaux de sa culture archaïque. Exemple : « J'invoque Mitra, qui a la force de la pureté, et Varouna, qui est le fléau de l'ennemi, qu'ils accordent la pluie à la prière qui les implore ». Le style et les modalités littéraires de ces formules aident à les rendre puissamment efficaces. Rituellement utilisées, ces formules peuvent augmenter par leur puissance propre les énergies des devas qu'elles évoquent et celles de la nature dans laquelle s'insèrent les hommes védiques et leurs devas.
Ces formules utilisent souvent des comparaisons, dont les termes sont considérés comme potentiellement équivalents. L'évocation d'un terme a la même puissance rituelle que celle du second. Exemple : « Tel qu'un éléphant sauvage tu réduis en poussière la plus forte puissance », le chantre Vamadéva compare ici Indra à un éléphant sauvage, l'évocation du pouvoir de l'éléphant sauvage vaut celle du pouvoir de Indra, et vaut celle du pouvoir qui réduira réellement l'ennemi en poussière.

### Puissances
L'Homo vedicus vit en pleine nature, en ces temps primitifs où l'homme ne prétend pas encore la dominer, mais tente de s'adapter aux circonstances naturelles de sa vie nomade. Il perçoit le dynamisme des événements qui l'entourent comme des phénomènes, des apparitions, des manifestations de puissances agissantes. Il a le sentiment de la présence, derrière ces numina, de forces occultes, de puissances cachées, de pouvoirs invisibles qui deviennent pour lui évidents. À cette évidence correspond le terme sanscrit de Veda.
Ces numina, puissances agissantes, peuvent se montrer pour lui bénéfiques ou maléfiques. Il est vital pour lui de tenter de les influencer, de les apprivoiser, de les conduire à servir la prospérité de ses proches. Pour les amadouer, il utilise le pouvoir de la parole, à chaque numen il fait correspondre un nomen construit sur une forme verbale qui évoque sa fonction. Ce nom lui permet aussi de l'invoquer, permettant à sa force occulte de briller parmi les hommes, devenant ainsi un pouvoir bénéfique et lumineux, ce que le sanscrit rend par le mot deva.
Quelques devas brillent du feu d'un pouvoir simple, ainsi le Netar est-il une puissance dont l'action guide et conduit, il est invoqué au RV 5,50 pour qu'il conduise ceux qui le prient à la richesse. A la plupart des devas correspond pourtant un faisceau de pouvoirs conjugués qui composent en quelque sorte une figure dynamique complexe qui permet son invocation par l'énoncé d'un seul nom. Indra évoque ainsi le pouvoir guerrier, constitué de toutes les puissances nécessaires à l'exercer.
La traduction de deva par « dieu » peut prêter à confusion. Pour la culture védique le deva n'est ni une personne, ni surnaturel. Comme la face cachée de la lune, ses forces occultes sont de ce monde car le védisme n'en connait point d'autres et ignore tout dualisme. Sans être une personne il est cependant tutoyé, sur un mode poétique, afin d'entretenir avec lui une très forte convivialité. Pour l'Homo vedicus il n'est pas un objet, une chose, une notion, un concept, car sa mentalité n'est ni rationnelle ni scientifique.
Le panthéon védique veut représenter le dynamisme des phénomènes naturels, comprendre les activités des forces cachées ainsi que leurs interactions, afin de les influencer, autant que faire se peut, par la force du sacrifice et trouver ainsi le moyen de coexister avec elles.

## Deva
La philosophie occidentale considère Dieu comme « principe ontologique unique et suprême... substance immanente des êtres... cause transcendante créant le monde hors de lui... fin de l'univers ». La conception védique du monde est un monisme dynamique cyclique, sans principe et sans fin, sans distinction entre immanence et transcendance, dont le fondement n'est pas un Être supérieur mais une variété de puissances agissantes numineuses qui se manifestent dans les phénomènes, ceux de la nature et ceux du mental humain.

### Indra et Ashvins
इन्द्र Indra est le deva le plus mentionné dans le Rig-Veda ; deux cent cinquante hymnes lui sont consacrés.

### Soma
Le सोम Soma évoque une puissance agissante importante au cours du sacrifice. Roi des plantes, des eaux, roi du monde, Soma désigne l'essence de la vie et tout ce qui l'anime — les Brâhmana l'identifient à la lune.
Un cycle (mandala) entier, le neuvième, est consacré à honorer le pouvoir de Soma.

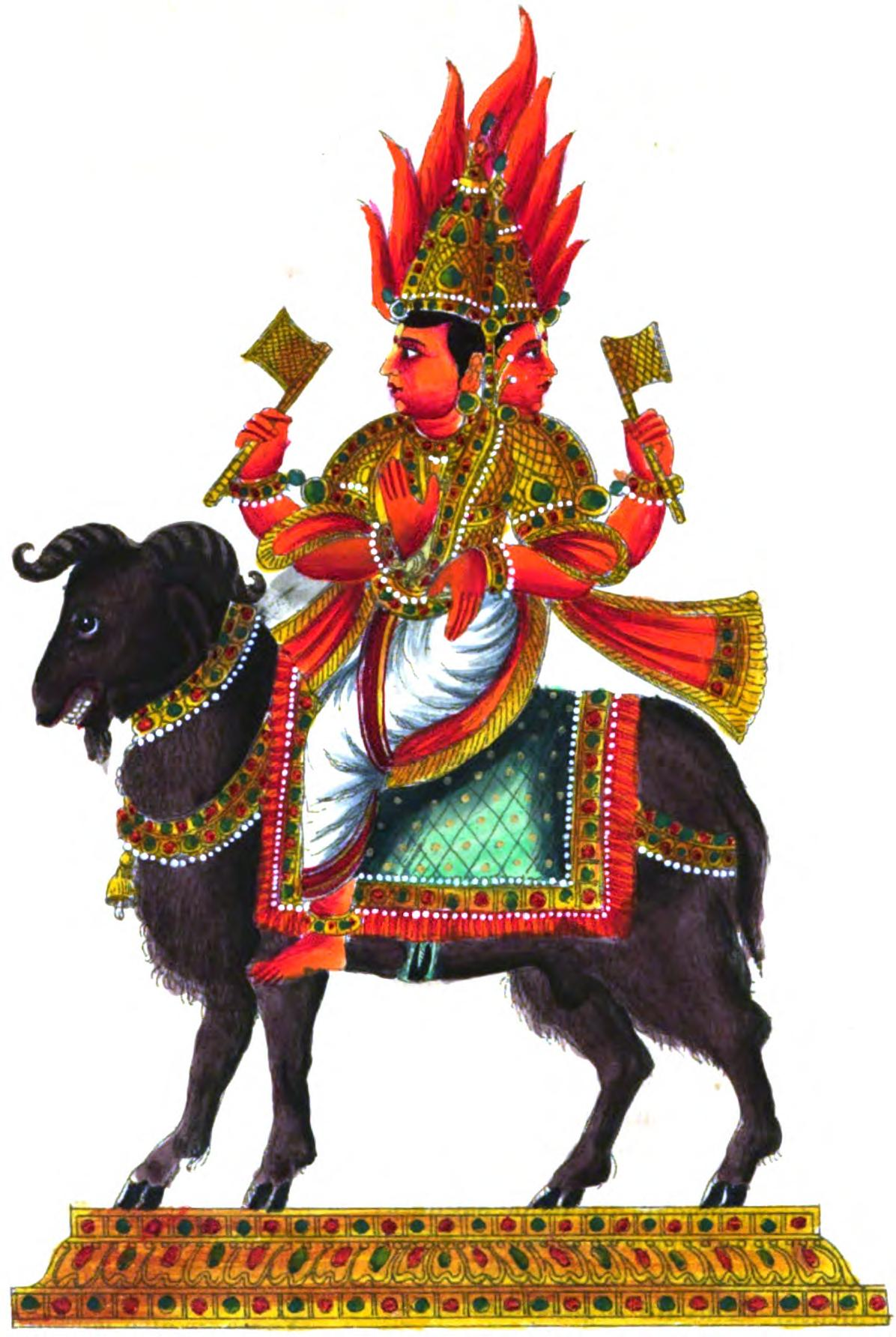
Agni. Lithographie imprimée du XIXe siècle réalisée à Madras, d'influence Company Paintings (probablement École de Madras/Nord du Tamil Nadu).

### Agni
अग्नि Agni est le deva le plus important, après Indra et Soma, de la Rigveda-samhita.

### Varuna et Aditya
Un आदित्य Aditya est un fils de la déesse अदिति Aditi qui symbolise le non-limité de l'univers de la liberté.
À côté des devas, on trouve un autre groupe de puissances agissantes numineuses, les Asuras, qui finissent par être assimilées aux démons, ennemis des dieux.
वरुण Varuna et मित्र Mitra guident les Âditya, auxquels on attribue les mêmes caractéristiques que celles de Varuna.

### Rudra
रुद्र Rudra (en sanscrit, « celui qui rugit » ou « le rouge »), est le dieu de la Tempête et de la Dévastation.

### Vishnou
विष्णु Vishnou, est peu cité dans les Rig-Veda.

### Vishve deva
Ushas, Sûrya, Vâyu, les Apsaras, Parjanya, Aryaman, Prajâpati et Yama, deviendront des divinités mineures dans l'hindouisme.

## Rites

### Rites magiques
Les actions rituelles au cours du sacrifice védique s'adressent aux dévas dont la puissance peut être influencée, jusqu'à concéder aide et faveurs au requérant. Les rites sont des techniques utiles pour émouvoir des puissances ou les porteurs de puissances. L'élément magique est donc rarement absent du rituel védique.

## Idéologie

### L'homme
Purusha ( पुरुष ) est l'homme primordial, sacrifié par les dieux pour créer l'univers.
Rita (en sanscrit, "agencement") est la loi impersonnelle du monde, l'Ordre cosmique.

### Libération
Le moksha signifie libération.

## Histoire

### Découverte occidentale
Plusieurs savants, de différentes nationalités, ont participé à la découverte du védisme par l'Occident.

#### Jusqu'en 1838
Les données antérieures à 1838 sont généralement « sporadiques et imprécises ».
Diogo do Couto (né à Lisbonne en 1542, décédé à Goa en 1616), et le jésuite João de Lucena (1548-1600) professeur à Evora, sont deux Portugais qui, les premiers, ramènent en Occident quelques renseignements sur les coutumes hindoues de leur temps. Les Hollandais A. Rogerius (en 1651) et P. Baldaeus (en 1672) collectent, eux aussi, quelques notes de voyages relatives à l'hindouisme pratiqué en leur siècle aux Indes.
Le médecin François Bernier (1620-1688), grand voyageur et philosophe épicurien français, écrivit dans son livre « Histoire des ouvrages des Savants de Basnage » un « Mémoire sur le Quiétisme des Indes » donnant quelques indications relatives au Véda.
Parmi les œuvres du magistrat Henry Thomas Colebrooke (1765-1837), botaniste anglais et indianiste réputé, se détachent un « Essay on the Vedas » (1805), « Miscellaneous Essays » (1837), et « On the Religion and Philosophy of the Hindus » (1858).
L'anglais John Zephaniah Holwell (1711-1798), chirurgien contracté par la Compagnie des Indes orientales puis Gouverneur temporaire du Bengale en 1760, édite à Londres, de 1765 à 1771, trois volumes de « Interesting Historical Events Relative to the Provinces of Bengal and the Empire of Indostan, with a seasonable hint and perswasive to the honourable the court of directors of the East India Company. As also the mythology and cosmogony, fasts and festivals of the Gentoo's, followers of the Shastah. And a dissertation on the metempsychosis, commonly, though erroneously, called the Pythagorean doctrine », qui fournit des témoignages intéressants concernant l'hindouisme.
L'anglais William Jones (1746-1794) a traduit plusieurs parties du Veda.
Antoine Fabre d'Olivet (1767-1825), protestant cévenol, publie : L'histoire philosophique du genre humain en 2 volumes (1824).

#### Après 1838
À partir de 1838, un Anglais puis un Français s'attachent enfin à traduire le Rig-Veda, texte fondamental pour l'étude du védisme.
- L'anglais Horace Hayman Wilson (1785-1860), publie entre 1838 et 1851 la première traduction du Rig-Veda, en anglais.

- Le français Alexandre Langlois (1788-1854), Membre de l'Institut, publie une traduction française du Rig-Véda, rééditée en 1872 après sa mort.

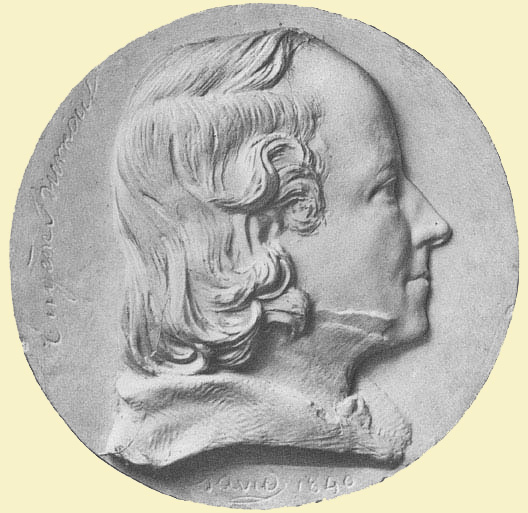
Eugène Burnouf

- Le français Eugène Burnouf (1801-1851), membre de l'Académie des inscriptions et belles-lettres en 1832, enseigne à l'École normale supérieure puis au Collège de France, de 1832 à 1851, comme titulaire de la chaire de langue et de littérature sanskrites. Il est, à Paris, l'initiateur de l'étude scientifique des textes védiques en Europe.

- L'allemand Franz Felix Adalbert Kuhn (Koenigsberg 1812 - Berlin 1881) est le premier à déceler les traces d'une mythologie indo-germanique dans le Veda, que l'on retrouve aussi chez les Grecs et les Romains. Il identifie Dyaus Pita à Zeùs patèr et à Jupiter[28].

- Le britannique Robert Caldwell (1814 - 1891) édite A Comparative Grammar of the Dravidian or South-Indian Family of Languages en 1856.
- Monier Monier-Williams (1819 - 1899), anglais
- Rudolf von Roth (Stuttgart 1821 - Tubingue 1895), allemand, professeur et bibliothécaire à l'université de Tubingue, disciple de Eugène Burnouf ;
- Friedrich-Max Müller (Dessau 1823 - Oxford 1900), allemand, enseigna à Oxford, disciple de Eugène Burnouf ;
- Albrecht Weber (Breslau 1825 - 1901), allemand, professeur à Berlin ;
- Richard Pischel (1849 - 1908), allemand, professeur à Berlin ;
- Charles Rockwell Lanman (en) (1850 - 1914), américain, professeur à Harvard ;
- Karl Friedrich Geldner (en) (1852 - 1929), allemand, Marburg ;
- Otto von Böhtlingk (1853-1876, années de collaboration avec Roth au dictionnaire sanskrit) ;
- Alfred Hillebrandt (en) (1853 - 1927), allemand, Breslau ;
- Hermann Oldenberg (Hambourg 1854 - 1920), allemand, professeur extraordinaire à Berlin ;
- Maurice Bloomfield (1855 - 1928), américain ;
- Willem Caland (en) (1859 - 1932), hollandais, Utrecht ;
- Sten Konow (1867 - 1948), suédois, Oslo ;
- Rudolf Otto (1869 - 1937), allemand, Marburg ;
- Johannes Hertel (en) (1872 - 1943), allemand , Leipzig ;
- Jean Przyluski (1875 - 1944), français ;

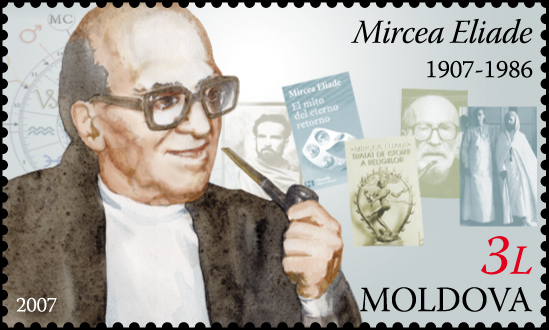
Mircea Eliade

- Hermann Lommel (1885 - 1968), allemand, Francfort ;
- Louis Renou (1896 - 1966)
- Paul Thieme (1905 - 2001), allemand, Tübingen ;
- Jan Gonda (Gouda, 14 avril 1905 — Utrecht, 28 juillet 1991), hollandais, professeur à Utrecht (voir bibliographie en fin d'article) ;
- Mircéa Eliade (Bucarest 1907 - Chicago 1986), né roumain, naturalisé américain ;
- Jean Varenne, (1926 - 1997), français, université d'Aix-Marseille